# Saurolophus angustirostris
Saurolophus angustirostris es una especie de dinosaurio ornitópodo, hadrosáurido del género extinto Saurolophus,  que vivió a finales del periodo Cretácico hace aproximadamente entre 70 a 68 millones de años, en el Maastrichtiense, en lo que hoy es Asia. Entre 1947 y 1949 la expedición paleontológica Polaco-Mongola recobró el gran esqueleto que sería descrito como S. angustirostris por Anatoly Konstantinovich Rozhdestvensky. Otros esqueletos de una gran variedad de etapas de crecimiento también se han descubierto, y S. angustirostris es hoy el hadrosáurido más abundante de Asia.
S. angustirostris es uno de los herbívoros más grandes de la Formación Nemegt, en la cual faltan los ceratopsianos pero están presentes los saurópodos y una fauna más diversa de terópodos. Coexistió con el hadrosáurido crestado Barsboldia, el paquicefalosauriano de cabeza plana Homalocephale y el de cabeza con cúpula Prenocephale, el gran anquilosáurido Tarchia y los saltasáurido Nemegtosaurus y Opisthocoelicaudia, el alvarezsáurido Mononykus, tres tipos de trodóntidos incluyendo a Saurornithoides, varios oviraptorosaurianos incluidos Rinchenia y Nomingia, los imitadores de avestruz Gallimimus y Deinocheirus, el tericinosáurido Therizinosaurus, el pariente de los tiranosáurido Bagaraatan, y el tiranosáurido propiamente dicho Tarbosaurus. A diferencia de otras formaciones bien conocidas de Mongolia como la Formación Djadochta que incluyen a Velociraptor y Protoceratops, Nemegt es interpretada como una zona de abundante humedad, como la Formación Dinosaur Park en Alberta.